# 明仕河
明仕河，位于中国广西壮族自治区西部，是黑水河右岸支流，是一条地表和地下相间的河流，发源于龙州县金龙镇横罗村东南500米处，向东流经金龙水库，出库后分为南部两支流入大新县境内，于大新县雷平镇公益村以北500米汇入黑水河。干流长48.4千米，流域面积592.1平方千米。